# Team Jayco AlUla/Saison 2024
Diese Liste beschreibt die Mannschaft und die Siege des Radsportteams Jayco AlUla in der Saison 2024. 

## Mannschaft
| Teamkader 2024          | Teamkader 2024     | Teamkader 2024         | Teamkader 2024                                  |
| Name                    | Geburtsdatum       | Land                   | Vorheriges Team                                 |
| ----------------------- | ------------------ | ---------------------- | ----------------------------------------------- |
| Hagos Welay Berhe       | 22. Oktober 2001   | Äthiopien              | EF Education-Nippo Development (2022)           |
| Lawson Craddock         | 20. Februar 1992   | Vereinigte Staaten     | EF Education-Nippo (2021)                       |
| Alessandro De Marchi    | 19. Mai 1986       | Italien                | Israel-Premier Tech (2022)                      |
| Davide De Pretto        | 19. April 2002     | Italien                | Zalf Euromobil Fior (2023)                      |
| Eddie Dunbar            | 1. September 1996  | Irland                 | Ineos Grenadiers (2022)                         |
| Luke Durbridge          | 9. April 1991      | Australien             | Jayco-AIS (2011)                                |
| Felix Engelhardt        | 19. August 2000    | Deutschland            | Tirol KTM Cycling Team (2022)                   |
| Caleb Ewan              | 11. Juli 1994      | Australien             | Lotto Dstny (2023)                              |
| Anders Foldager         | 27. Juli 2001      | Dänemark               | Biesse-Carrera (2023)                           |
| Dylan Groenewegen       | 21. Juni 1993      | Niederlande            | Jumbo-Visma (2021)                              |
| Lucas Hamilton          | 12. Februar 1996   | Australien             | UniSA-Australia (2017)                          |
| Chris Harper            | 23. November 1994  | Australien             | Jumbo-Visma (2022)                              |
| Michael Hepburn         | 17. August 1991    | Australien             | Jayco-AIS (2011)                                |
| Amund Grøndahl Jansen   | 11. Februar 1994   | Norwegen               | Jumbo-Visma (2020)                              |
| Christopher Juul-Jensen | 6. Juli 1989       | Dänemark               | Tinkoff-Saxo (2015)                             |
| Jan Maas                | 19. Februar 1996   | Niederlande            | Leopard Pro Cycling (2021)                      |
| Michael Matthews        | 26. September 1990 | Australien             | Team Sunweb (2020)                              |
| Luka Mezgec             | 27. Juni 1988      | Slowenien              | Giant-Alpecin (2015)                            |
| Kelland O’Brien         | 22. Mai 1998       | Australien             | St Kilda Cycling Club (2020)                    |
| Jesús David Peña        | 8. Mai 2000        | Kolumbien              | Colombia Tierra de Atletas-GW Bicicletas (2021) |
| Lucas Plapp             | 25. Dezember 2000  | Australien             | Ineos Grenadiers (2023)                         |
| Rudy Porter             | 15. Dezember 2000  | Australien             | Trinity Racing (2022)                           |
| Blake Quick             | 26. Februar 2000   | Australien             | Trinity Racing (2022)                           |
| Elmar Reinders          | 14. März 1992      | Niederlande            | Riwal Cycling Team (2022)                       |
| Mauro Schmid            | 4. Dezember 1999   | Schweiz                | Soudal Quick-Step (2023)                        |
| Callum Scotson          | 10. August 1996    | Australien             | Mitchelton-BikeExchange (2018)                  |
| Campbell Stewart        | 12. Mai 1998       | Neuseeland             | Black Spoke Pro Cycling (2021)                  |
| Max Walscheid           | 13. Juni 1993      | Deutschland            | Cofidis (2023)                                  |
| Simon Yates             | 7. August 1992     | Vereinigtes Königreich | 100% me (2013)                                  |
| Filippo Zana            | 18. März 1999      | Italien                | Bardiani CSF Faizanè (2022)                     |
|                         |                    |                        |                                                 |
| Quelle: ProCyclingStats |                    |                        |                                                 |

## Siege
| Siege    | Siege                                                           | Siege         | Siege  | Siege                | Siege |
| Datum    | Rennen                                                          | Staat         | Klasse | Sieger               |       |
| -------- | --------------------------------------------------------------- | ------------- | ------ | -------------------- | ----- |
| 4. Jan.  | Australische Meisterschaften, Einzelzeitfahren der Männer       | Australien    | CN     | Lucas Plapp          |       |
| 7. Jan.  | Australische Meisterschaften, Straßenrennen der Männer          | Australien    | CN     | Lucas Plapp          |       |
| 20. Jan. | Gran Premi València                                             | Spanien       | 1.1    | Dylan Groenewegen    |       |
| 21. Jan. | Gran Premio Castellón                                           | Spanien       | 1.1    | Michael Matthews     |       |
| 3. Feb.  | Saudi Tour, 5. Etappe                                           | Saudi-Arabien | 2.1    | Simon Yates          |       |
| 3. Feb.  | Saudi Tour, Gesamtwertung                                       | Saudi-Arabien | 2.1    | Simon Yates          |       |
| 10. Feb. | Tour of Oman, 1. Etappe                                         | Oman          | 2.Pro  | Caleb Ewan           |       |
| 16. Apr. | Tour of the Alps, 2. Etappe                                     | Italien       | 2.Pro  | Alessandro De Marchi |       |
| 20. Mai  | Ronde van Limburg                                               | Belgien       | 1.1    | Dylan Groenewegen    |       |
| 12. Jun. | Slowenien-Rundfahrt, 1. Etappe                                  | Slowenien     | 2.Pro  | Dylan Groenewegen    |       |
| 20. Jun. | Irische Meisterschaften, Einzelzeitfahren Männer                | Irland        | CN     | Eddie Dunbar         |       |
| 23. Jun. | Schweizer Strassen-Radmeisterschaften, Straßenrennen der Männer | Schweiz       | CN     | Mauro Schmid         |       |
| 23. Jun. | Niederländische Meisterschaften, Straßenrennen der Männer       | Niederlande   | CN     | Dylan Groenewegen    |       |
| 26. Jun. | Slowakei-Rundfahrt, 1. Etappe                                   | Slowakei      | 2.1    | Team Jayco AlUla     |       |
| 27. Jun. | Slowakei-Rundfahrt, 2. Etappe                                   | Slowakei      | 2.1    | Anders Foldager      |       |
| 30. Jun. | Slowakei-Rundfahrt, Gesamtwertung                               | Slowakei      | 2.1    | Mauro Schmid         |       |
| 30. Jun. | Slowakei-Rundfahrt, 5. Etappe                                   | Slowakei      | 2.1    | Felix Engelhardt     |       |
| 3. Jul.  | Österreich-Rundfahrt, 1. Etappe                                 | Österreich    | 2.1    | Davide De Pretto     |       |
| 4. Jul.  | Tour de France, 6. Etappe                                       | Frankreich    | 2.UWT  | Dylan Groenewegen    |       |
| 23. Jul. | Vuelta a Castilla y León                                        | Spanien       | 1.1    | Caleb Ewan           |       |
| 6. Aug.  | Burgos-Rundfahrt, 2. Etappe                                     | Spanien       | 2.Pro  | Caleb Ewan           |       |
| 28. Aug. | Vuelta a España, 11. Etappe                                     | Spanien       | 2.UWT  | Eddie Dunbar         |       |
| 7. Sep.  | Vuelta a España, 20. Etappe                                     | Spanien       | 2.UWT  | Eddie Dunbar         |       |
| 13. Sep. | Grand Prix Cycliste de Québec                                   | Kanada        | 1.UWT  | Michael Matthews     |       |
| 25. Sep. | Omloop van het Houtland                                         | Belgien       | 1.1    | Max Walscheid        |       |

## UCI-Weltranglisten-Platzierungen
| UCI-Ranking | UCI-Ranking           | UCI-Ranking            | UCI-Ranking |
| Fahrer      | Fahrer                | Land                   | Punkte      |
| ----------- | --------------------- | ---------------------- | ----------- |
| 30.         | Michael Matthews      | Australien             | 1945.7 P.   |
| 51.         | Dylan Groenewegen     | Niederlande            | 1441.7 P.   |
| 88.         | Simon Yates           | Vereinigtes Königreich | 1006 P.     |
| 116.        | Mauro Schmid          | Schweiz                | 819 P.      |
| 123.        | Filippo Zana          | Italien                | 785 P.      |
| 140.        | Eddie Dunbar          | Irland                 | 703 P.      |
| 145.        | Lucas Plapp           | Australien             | 689.7 P.    |
| 197.        | Anders Foldager       | Dänemark               | 521.7 P.    |
| 200.        | Davide De Pretto      | Italien                | 518 P.      |
| 218.        | Max Walscheid         | Deutschland            | 458.3 P.    |
| 226.        | Caleb Ewan            | Australien             | 420 P.      |
| 242.        | Chris Harper          | Australien             | 381.7 P.    |
| 487.        | Kelland O’Brien       | Australien             | 170 P.      |
| 495.        | Callum Scotson        | Australien             | 164 P.      |
| 640.        | Felix Engelhardt      | Deutschland            | 110 P.      |
| 723.        | Hagos Welay Berhe     | Äthiopien              | 92 P.       |
| 796.        | Jesús David Peña      | Kolumbien              | 79 P.       |
| 862.        | Elmar Reinders        | Niederlande            | 71.7 P.     |
| 1202.       | Alessandro De Marchi  | Italien                | 44 P.       |
| 1426.       | Lucas Hamilton        | Australien             | 30 P.       |
| 1506.       | Jan Maas              | Niederlande            | 29 P.       |
| 1674.       | Michael Hepburn       | Australien             | 22 P.       |
| 1725.       | Lawson Craddock       | Vereinigte Staaten     | 20 P.       |
| 1888.       | Rudy Porter           | Australien             | 16 P.       |
| 2131.       | Blake Quick           | Australien             | 11 P.       |
| 2501.       | Campbell Stewart      | Neuseeland             | 5 P.        |
| 2517.       | Amund Grøndahl Jansen | Norwegen               | 5 P.        |